# Glinka lessowa
Glinka lessowa – skała osadowa lub zwietrzelina złożona z ziaren podobnych do lessowych, w przeciwieństwie jednak do niego zawiera więcej domieszek ilastych, a także drobne muszelki ślimaków wodnych. Nierzadko wykazuje warstwowanie.